# Émetteur du mont Bessou

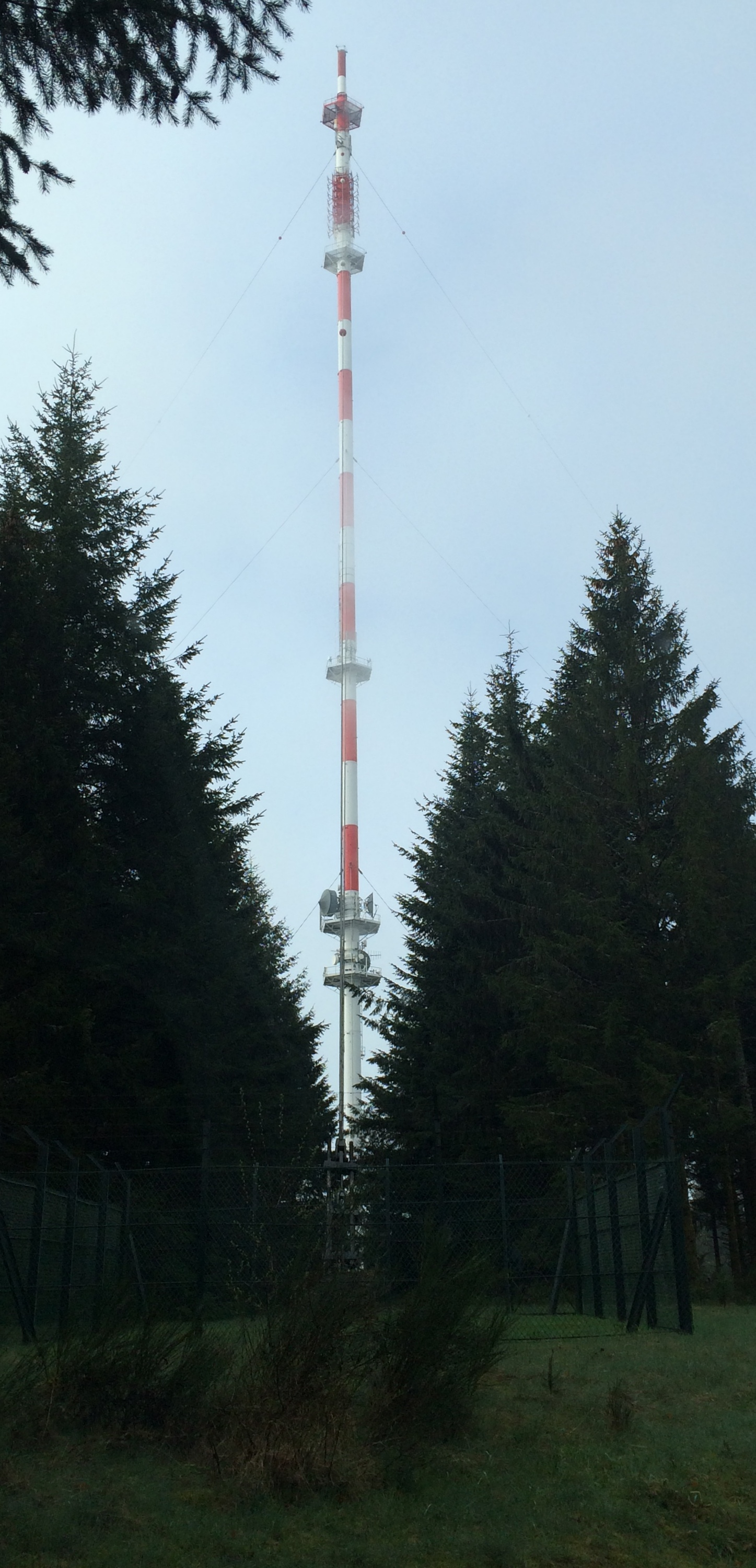
Vue de l'émetteur depuis la route sur le mont Bessou.

L'émetteur du mont Bessou est un émetteur de radiofréquences d'une hauteur de 200 mètres et culminant à 977 mètres sur le mont Bessou près de Meymac, ce qui en fait la plus haute structure du département de la Corrèze. Il dessert en télévision Meymac, Ussel, Égletons avec les fréquences UHF (TNT) et aussi en radio (FM).
- Appellation : Mont-Bessou
- Altitude : 976 m
- Coordonnées : 45° 34′ 14″ N, 2° 07′ 24″ E
- Hauteur du pylône : 199 m

## Télévision

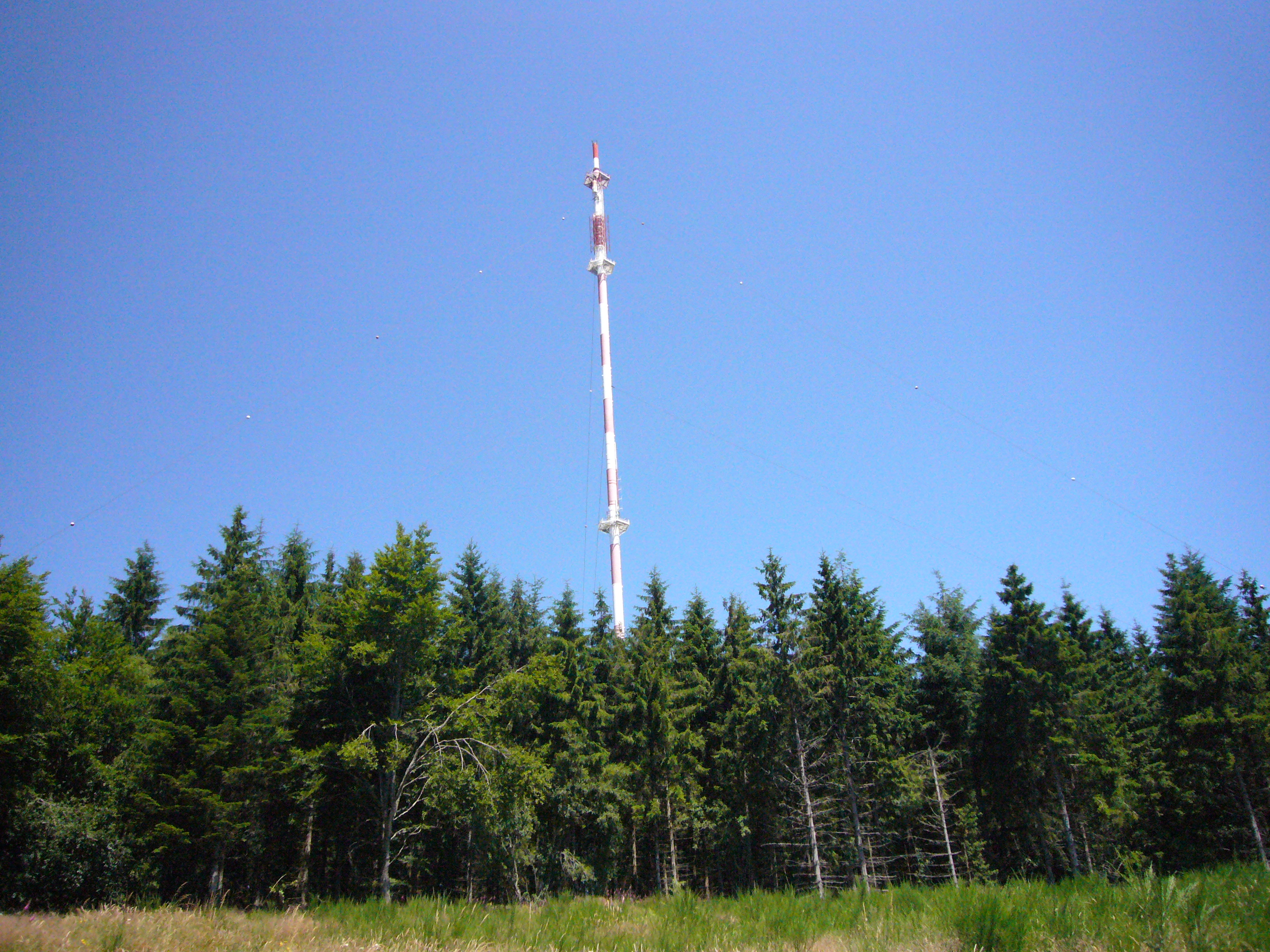
L'émetteur du mont Bessou

### Télévision analogique
Jusqu'au 29 mars 2011, l'émetteur du Mont Bessou émettait les 5 chaînes analogiques en UHF.

#### Source
- Liste des anciens émetteurs de télévision français sur tvignaud.pagesperso-orange.fr (fichier PDF)

### Télévision numérique (TNT)
Les signaux UHF et les faisceaux hertziens émis font l'importance de cet émetteur ; il permet à certains réémetteurs locaux de diffuser le multiplex R1 avec la déclinaison corrézienne de France 3 Limousin. Pour illustrer, on peut utiliser le cas de l'émetteur des Treize Vents à Tulle.
Depuis le 29 mars 2011, date de l'extinction de la télévision analogique en Limousin, les quatre multiplex diffusés ont changé leurs canaux et le R5 a commencé ses émissions sur le canal 26. 
Concernant les multiplex R7 et R8, ces canaux diffusent les 6 chaînes haute définition à compter de janvier 2014 pour la Corrèze. Ce qui avait pour conséquence, une modification de fréquences pour le multiplex R5 qui est passé du canal 26 à 44. Le 5 avril 2016, date du passage à la TNT en MPEG-4 (norme Haute définition), les multiplexes ont été réorganisés et la chaîne LCI est passée sur la TNT gratuite (chaîne 26). France Info (chaîne 27) est apparue le 1er septembre 2016.
À noter qu'à proximité du site de TDF, un pylône détenu par Itas Tim (société rachetée par TDF) diffuse les multiplexes R1 et R4.

#### Source
- Emetteurs TNT dans la Corrèze sur le forum de tvnt.net (consulté le 6 avril 2017)

## Radio
Radio France est le seul présent sur cet émetteur et diffuse quatre de ses radios :

## Téléphonie mobile
Gérée par TDF, les antennes d'Orange et de Free mobile couvrent une grande partie de la Haute-Corrèze en téléphonie mobile.
| Opérateur | 2G  | 3G  | 4G  | FH  |
| --------- | --- | --- | --- | --- |
| Orange    | Oui | Oui | Non | Non |
| Free      | Non | Oui | Oui | Non |

## Autres transmissions
Axione Limousin possède des relais BLR de 3 GHz et FH et le Conseil départemental de Corrèze communique avec des antennes PMR.
TDF et SFR communiquent par FH.